# Undergången – Hitler och Tredje rikets fall
Undergången – Hitler och Tredje rikets fall (tyska: Der Untergang) är en tysk dramafilm från 2004 i regi av Oliver Hirschbiegel. Filmen är en dramatisering av de verkliga händelserna i den tyska statsledningen under andra världskrigets allra sista period, den 20 april till den 2 maj 1945 (se slaget om Berlin). Filmen bygger på Joachim Fests bok Undergången och Traudl Junges självbiografiska bok I Hitlers tjänst.
Filmen hade biopremiär den 16 september 2004 i Tyskland och den 25 februari 2005 i Sverige.

## Handling
Filmen börjar med en kort prolog från 1942, då den 22-åriga Traudl Junge (Alexandra Maria Lara) får det eftertraktade jobbet som Adolf Hitlers (Bruno Ganz) personliga sekreterare. Deras första möte sker i Hitlers högkvarter "Varglyan" i Ostpreussen. Ännu står kriget och väger och större delen av Europa är fortfarande under tyskt herravälde.
Huvuddelen av filmens handling utspelas sedan i det tyska rikskansliets bunker i Berlin. Krigslyckan har vänt för tyskarna och Röda armén närmar sig den tyska huvudstaden med stormsteg. Hitlers ursprungliga glans har falnat och han är ett mentalt vrak. Han är utmattad, psykiskt labil och möjligen drabbad av Parkinsons sjukdom.
Situationen i bunkern blir alltmer desperat. Fler och fler av Hitlers generaler och höga partimedlemmar, tjänstemän och annan personal börjar inse att kriget är förlorat för Tysklands del och det som nu gäller är antingen att fly eller kapitulera eller begå självmord. På Berlins gator ovanför försöker barnsoldater, kvinnor och pensionärer förgäves försvara staden mot den numerärt och materiellt överlägsna Röda armén.
Hitler själv vägrar dock under flera dagar att se sanningen i vitögat och envisas med att påstå att allt kommer att ordna sig. Han hänvisar till arméer som inte finns och att dessa skall komma Berlin till undsättning. Förvirringen i det tyska överkommandot är stor eftersom de inte har någon praktisk möjlighet att verkställa Hitlers alltmer vildsinta order, samtidigt som ingen vågar drista sig till att säga emot den lynnige diktatorn.
Tyskland är dock i grunden besegrat och saknar både manskap, utrustning, ammunition och drivmedel för att kunna fortsätta försvara Berlin. Till sist drabbas Hitler av ett nervöst sammanbrott och erkänner, inför chockade generaler, att kriget är förlorat. Hitler har dock inte för avsikt att vare sig fly eller kapitulera.

## Rollista
| Bruno Ganz           | – Adolf Hitler                       |
| Alexandra Maria Lara | – Traudl Junge                       |
| Corinna Harfouch     | – Magda Goebbels                     |
| Ulrich Matthes       | – Joseph Goebbels                    |
| Juliane Köhler       | – Eva Braun                          |
| Heino Ferch          | – Albert Speer                       |
| Christian Berkel     | – Prof. Ernst-Günther Schenck        |
| Matthias Habich      | – Prof. Werner Haase                 |
| Thomas Kretschmann   | – Gruppenführer Hermann Fegelein     |
| Michael Mendl        | – General Helmuth Weidling           |
| André Hennicke       | – Brigadeführer Wilhelm Mohnke       |
| Ulrich Noethen       | – Reichsführer-SS Heinrich Himmler   |
| Birgit Minichmayr    | – Gerda Christian                    |
| Rolf Kanies          | – General Hans Krebs                 |
| Justus von Dohnányi  | – General Wilhelm Burgdorf           |
| Igor Bubenchikov     | – Obersturmbannführer Franz Schädle  |
| Dieter Mann          | – Generalfältmarskalk Wilhelm Keitel |
| Christian Redl       | – Generalöverste Alfred Jodl         |
| Hans H. Steinberg    | – Generalsekreterare Karl Koller     |
| Götz Otto            | – Sturmbannführer Otto Günsche       |
| Thomas Limpinsel     | – Obersturmbannführer Heinz Linge    |
| Thomas Thieme        | – Martin Bormann                     |

| Gerald Alexander Held    | – Walther Hewel                               |
| Bettina Redlich          | – Constanze Manziarly (kokerska)              |
| Martin Keßler            | – Soldat                                      |
| Heinrich Schmieder       | – SS-Oberscharführer Rochus Misch             |
| Oliver Stritzel          | – Johannes Hentschel                          |
| Anna Thalbach            | – Hanna Reitsch                               |
| Silke Popp               | – Ursula Puttkamer                            |
| Dietrich Hollinderbäumer | – Generalfältmarskalk Robert Ritter von Greim |
| Mathias Gnädinger        | – Riksmarskalk Hermann Göring                 |
| Thorsten Krohn           | – Dr. Ludwig Stumpfegger                      |
| Jürgen Tonkel            | – Sturmbannführer Erich Kempka                |
| Devid Striesow           | – Fältväbel Fritz Tornow                      |
| Christian Hoening        | – SS-läkaren Ernst-Robert Grawitz             |
| Alexander Slastin        | – Generalöverste Vasilij Tjujkov              |
| Enno Hesse               | – Löjtnant                                    |

| Donevan Gunia         | – Peter Kranz, barnsoldat inom Hitlerjugend |
| Karl Kranz Frankowski | – Wilhelm Kranz (Peters far)                |
| Ulrike Krumbiegel     | – Dorothea Kranz (Peters mor)               |
| Fabian Busch          | – Obersturmbannführer Gert Stehr            |

## Produktion
Filmen har två korta intervjusekvenser med verklighetens Traudl Junge (1920–2002), den ena före och den andra efter själva filmen, där hon berättar om sina skuldkänslor kring att ha arbetat för Adolf Hitler.

## Mottagande
I Tyskland väckte filmen en stor debatt om hur Adolf Hitler bör framställas på film, särskilt Bruno Ganzs gestaltning av Hitler som en verklig människa i stället för ett monster. De flesta var dock rörande överens om att Ganz gjort ett lysande jobb i sin gestaltning av diktatorn.[källa behövs]
Filmen tar inte på något sätt ställning för Hitler och nazismen, men Ganzs skådespelarinsats väckte uppmärksamhet då den var mer realistisk och nyanserad än tidigare, ganska stereotypa, gestaltningar av Adolf Hitler på film. Detta innebar bland annat en noggrann uttolkning av Hitlers distinkta österrikiska dialekt, vilken han inte talade med offentligt men som funnits bevarad på gamla bandinspelningar där man kan höra Hitler i privata sammanhang.[källa behövs]
Filmen blev nominerad till en Oscar för bästa utländska film.

## Internetparodi
En scen ur filmen, där Hitler skriker på sina befäl när han får veta att Berlin håller på att falla, har blivit ett stort Internetfenomen där användare främst på Youtube lagt upp klippet med egna undertexter (där ett klipp från den tyskspråkiga originalfilmen alltså parodieras). Constantin Film, som producerade filmen har bestämt att klippen ska bort från nätet. Så skedde inte, utan nu kan Bruno Ganz (som Hitler) ses klaga (enligt den påhittade textningen) högljutt på tv-spel och en mängd andra populärkulturella samtidsfenomen. Producenterna av parodierna har nu (2013) organiserat sig och kallar sig Untergangers. I SVT visade kulturmagasinet Kobra i del 2 2013 en egentextad version av scenen med Hitler i bunkern, där texten var en parodi på Järnrörsskandalen. Ganz har själv yttrat sig om fenomenet och, med viss reservation, berömt skaparnas kreativitet och konstnärliga finess.